# Jan Johnson
Jan Johnson (Hammond, 11 novembre 1950 – Atascadero, 23 febbraio 2025) è stato un astista statunitense.

## Biografia
All'apice della carriera vinse la medaglia di bronzo nel salto con l'asta ai Giochi Olimpici di Monaco di Baviera 1972.
Johnson è morto nel 2025.

## Palmarès
| Anno | Manifestazione      | Sede              | Evento           | Risultato | Prestazione | Note |
| ---- | ------------------- | ----------------- | ---------------- | --------- | ----------- | ---- |
| 1971 | Giochi panamericani | Cali              | Salto con l'asta | Oro       | 5,33        |      |
| 1972 | Olimpiadi           | Monaco di Baviera | Salto con l'asta | Bronzo    | 5,35        |      |